# Sabrina Coast
Sabrina Coast är en del av Wilkes Land på Antarktis.